# Campeonato Italiano de Rugby 1988-89
El Campeonato de Rugby de Italia de 1988-89 fue la quincuagésimo novena edición de la primera división del rugby de Italia.

## Sistema de disputa
El torneo se desarrolló en dos etapas, una fase regular en la cual los equipos disputaron encuentros en condición de local y de visitante frente a cada uno de sus rivales.
Luego se disputó una etapa de eliminación directa, en la cual los primeros seis equipos de la fase regular clasifican a los cuartos de final, mientras que el campeón y subcampeón de la Serie B clasifican ocupando los dos lugares restantes.
Los últimos dos equipos descienden directamente a la Serie B.

## Desarrollo
- Tabla de posiciones:[1]

| Pos. | Equipo           | Encuentros | Encuentros | Encuentros | Encuentros | Tantos | Tantos | Tantos | Puntos |
| Pos. | Equipo           | PJ         | PG         | PE         | PP         | F      | C      | Dif    | Puntos |
| ---- | ---------------- | ---------- | ---------- | ---------- | ---------- | ------ | ------ | ------ | ------ |
| 1.º  | Benetton Treviso | 22         | 18         | 1          | 3          | 737    | 245    | +492   | 37     |
| 2.º  | Amatori Milano   | 22         | 18         | 0          | 4          | 568    | 290    | +278   | 36     |
| 3.º  | Rugby Rovigo     | 22         | 17         | 1          | 4          | 854    | 348    | +506   | 35     |
| 4.º  | L'Aquila Rugby   | 22         | 15         | 0          | 7          | 565    | 348    | +217   | 30     |
| 5.º  | San Donà         | 22         | 12         | 0          | 10         | 502    | 400    | +102   | 24     |
| 6.º  | Petrarca Padova  | 22         | 11         | 0          | 11         | 475    | 308    | +167   | 22     |
| 7.º  | Rugby Calvisano  | 22         | 10         | 0          | 12         | 385    | 490    | -105   | 20     |
| 8.º  | CUS Roma         | 22         | 9          | 1          | 12         | 296    | 505    | -209   | 19     |
| 9.º  | Rugby Brescia    | 22         | 7          | 1          | 14         | 342    | 493    | -151   | 15     |
| 10.º | Noceto Rugby     | 22         | 7          | 0          | 15         | 326    | 709    | -383   | 14     |
| 11.º | Casale Rugby     | 22         | 3          | 0          | 19         | 268    | 613    | -345   | 6      |
| 12.º | Lyons Rugby      | 22         | 3          | 0          | 19         | 276    | 845    | -569   | 6      |

|  | Clasificado a cuartos de final. |
|  | Descendido a la Serie B.        |

### Cuartos de final
Se incorporan los equipos Rugby Parma y Amatori Catania, clasificados desde la Serie B.
| Equipo 1         | Equipo 2        | Ida   | Vuelta |
| ---------------- | --------------- | ----- | ------ |
| Benetton Treviso | Rugby Parma     | 76-3  | 84-3   |
| L'Aquila Rugby   | San Donà        | 35-7  | 30-15  |
| Amatori Milano   | Amatori Catania | 10-10 | 22-10  |
| Rugby Rovigo     | Petrarca Padova | 31-0  | 29-13  |

### Semifinales
| Equipo 1         | Equipo 2       | Ida   | Vuelta | Desempate |
| ---------------- | -------------- | ----- | ------ | --------- |
| Rugby Rovigo     | Amatori Milano | 9-18  | 14-14  |           |
| Benetton Treviso | L'Aquila Rugby | 22-13 | 13-38  | 18-9      |

### Final
| 27 de mayo de 1989 | Benetton Treviso | 20 - 9 | Rugby Rovigo |  |  |

| Bandera de Italia        |
| Campeón Benetton Treviso |
| Cuarto título            |